# Condado de Ledesma
El condado de Ledesma es un título nobiliario español de carácter hereditario concedido por Enrique IV de Castilla el 23 de abril de 1462 a su valido Beltrán de la Cueva, i duque de Alburquerque (grande de España), i conde de Huelma y Gran Maestre de la Orden de Santiago.
Su nombre hace referencia a la villa de Ledesma, en la provincia de Salamanca. Su actual propietario es Juan Miguel Osorio y Bertrán de Lis, que ocupa el décimo noveno lugar en la lista de sucesión en el título.

## Condes de Ledesma
- Beltrán de la Cueva.
- Francisco Fernández de la Cueva y Mendoza.
- Beltrán II de la Cueva y Toledo.
- Francisco Fernández de la Cueva y Girón.
- Gabriel III de la Cueva y Girón.
- Beltrán III de la Cueva y Castilla.
- Francisco Fernández de la Cueva.
- Francisco Fernández de la Cueva y Enríquez de Cabrera.
- Melchor Fernández de la Cueva y Enríquez de Cabrera.
- Francisco Fernández de la Cueva y de la Cueva.
- Francisco Fernández de la Cueva y de la Cerda.
- Pedro Miguel de la Cueva y Guzmán.
- Miguel de la Cueva y Enríquez de Navarra.
- José Miguel de la Cueva y de la Cerda.
- Nicolás Osorio y Zayas.
- José Isidro Osorio y Silva-Bazán.
- Miguel Osorio y Martos.
- Beltrán Alfonso Osorio y Díez de Rivera.
- Juan Miguel Osorio y Bertrán de Lis.

- Datos: Q5781705